# Henri Salina
Henri Salina c.r.a., (Morges, 13 de diciembre de 1926 - Bex, 3 de diciembre de 2007), fue el 93º Padre Abad de la Abadía territorial de San Mauricio en Suiza de 1970 a 1999

## Biografía
Nacido en Morges, Henri Salina entró en la abadía de San Mauricio, donde tomó el hábito el 5 de septiembre de 1953. Hizo su profesión temporal el 11 de septiembre de 1954 y su profesión solemne perpetua el 28 de agosto de 1957. Posteriormente fue ordenado diácono el 8 de septiembre de 1957 por Louis-Séverin Haller. Este último lo ordenó sacerdote el 15 de septiembre de 1957.. 
De 1964 a 1970, fue fiscal de la abadía. Tras la dimisión de Louis-Séverin Haller aceptada por el Papa Pablo VI el 23 de julio de 1970, se convocó un capítulo y su comunidad lo designó para sucederlo como Padre Abad. Fue elegido el 15 de julio de 1970 y el Papa lo confirmó el 25 de agosto de 1970.
En 1992, el papa Juan Pablo II le lo ordena como obispo titular de la Diócesis de Mont-de-Mauritanie. Ese mismo año, fue nombrado sexto Abad Primado de la confederación de los Canónigos Regulares de San Agustín por un período de 6 años..
De 1995 a 1997, fue presidente de la Conferencia Episcopal Suiza, período durante el cual tuvo que gestionar las tensiones dentro de la Diócesis de Chur que llevaron al nombramiento de Wolfgang Haas como Arzobispo de Vaduz.
En marzo de 1999, se anunció su dimisión de su cargo como abad por razones de saluc. Joseph Roduit le sucedió el 14 de mayo de 1999 después de ser elegido el 5 de abril de 1999.